# Zoo Ähtäri
Koordinaten: 62° 32′ 20″ N, 24° 10′ 34″ O
Der Zoo Ähtäri ist der Zoo der Stadt Ähtäri. Er liegt im Südwesten Finnlands, ist der zweitgrößte Zoo des Landes und wurde im Jahr 1973 eröffnet. Der Zoo umfasst eine Fläche von etwa 60 Hektar, auf der rund 300 Tiere leben. Gezeigt werden Säugetiere und Vögel. Der Zoo Ähtäri ist Mitglied der European Association of Zoos and Aquaria (EAZA).

## Tierbestand
Da die Winter in Finnland in der Regel sehr lang und kalt sind, werden im Zoo überwiegend Tiere gehalten, die auch in ihren natürlichen Lebensräumen an strenge, frostige und schneereiche Winter gewöhnt sind. Im Folgenden ist eine Bild-Auswahl des Tierbestandes des Jahres 2018 gezeigt:

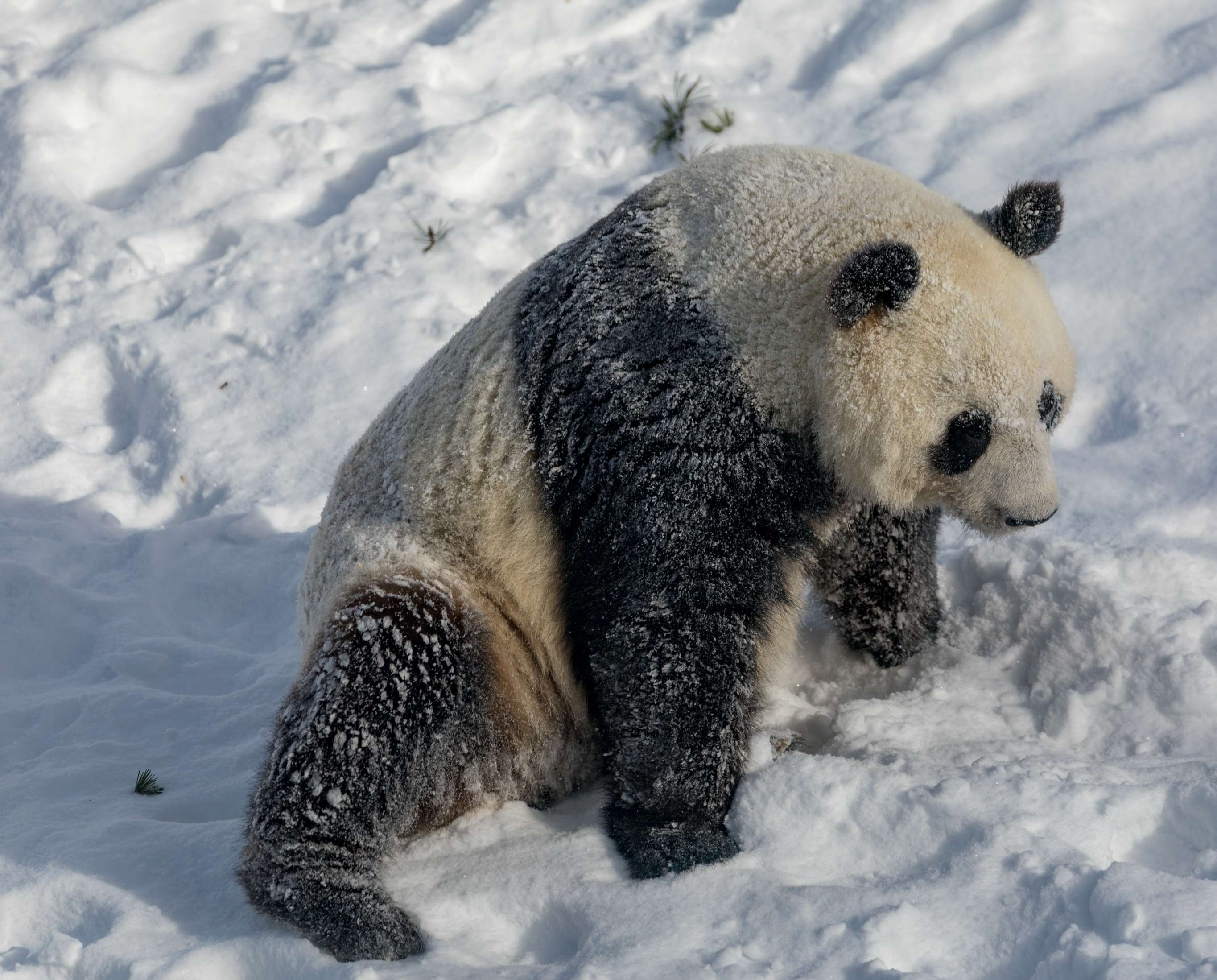
Großer Panda (Ailuropoda melanoleuca)
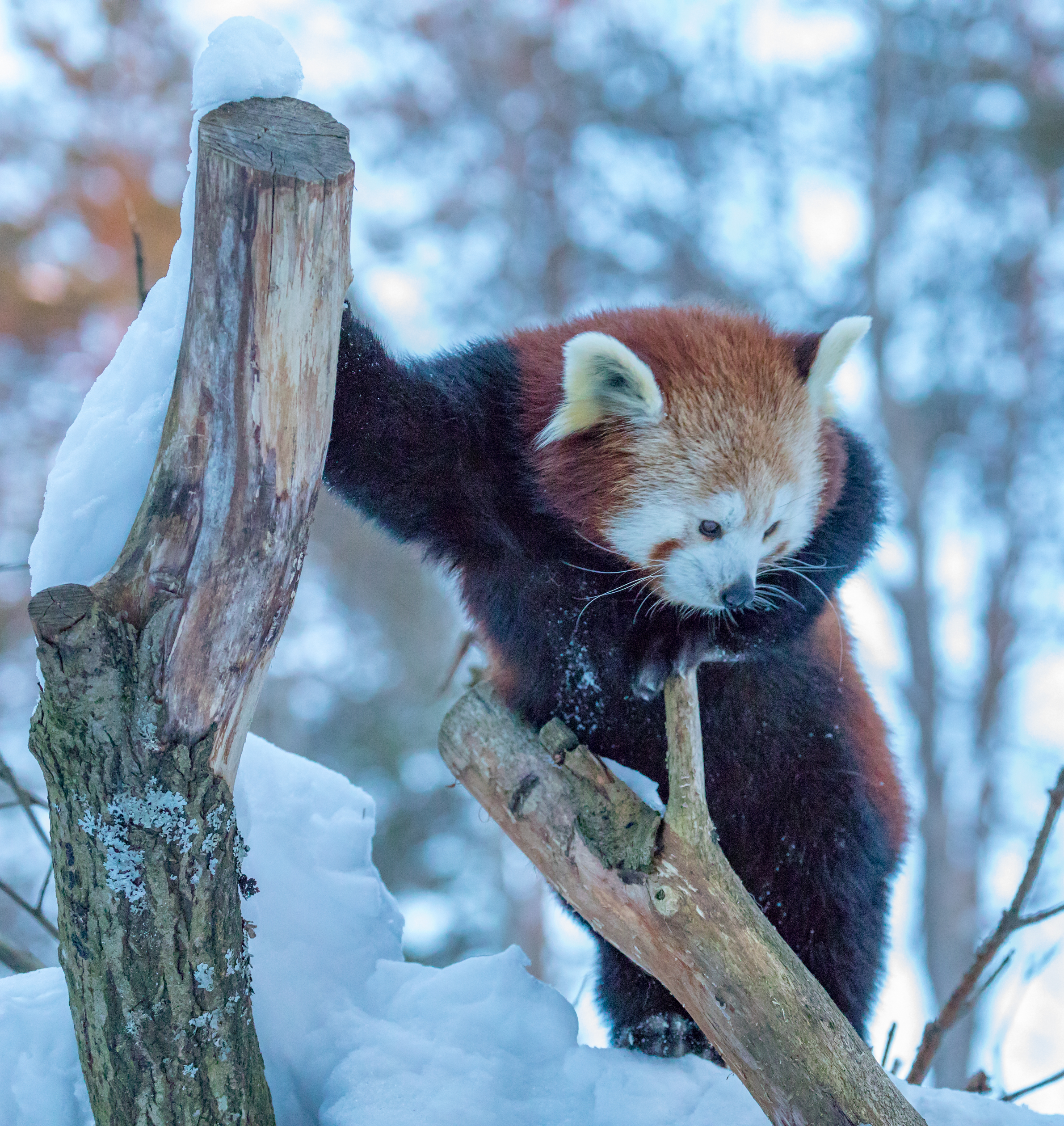
Westlicher Kleiner Panda (Ailurus fulgens)
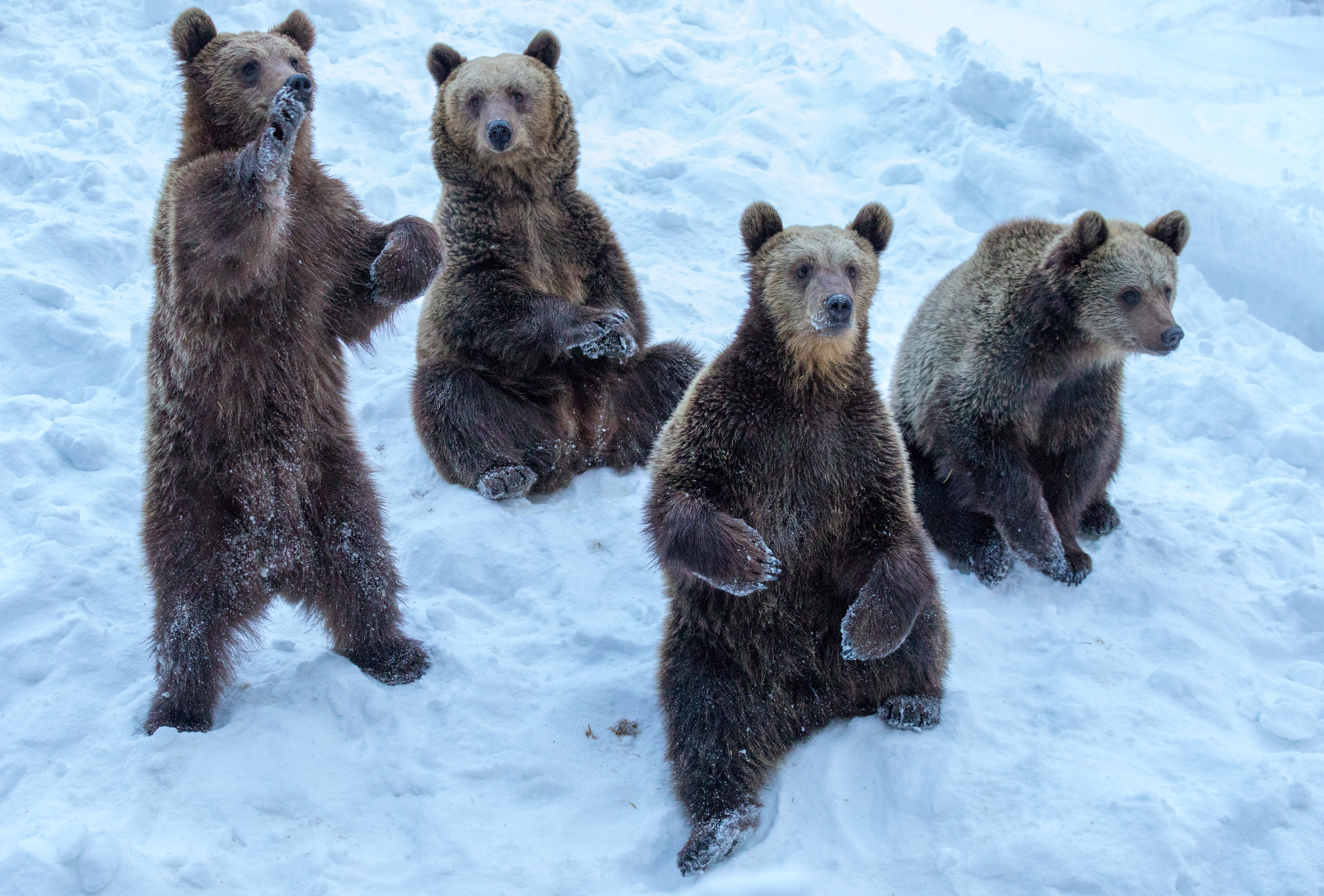
Braunbärengruppe (Ursus arctos)
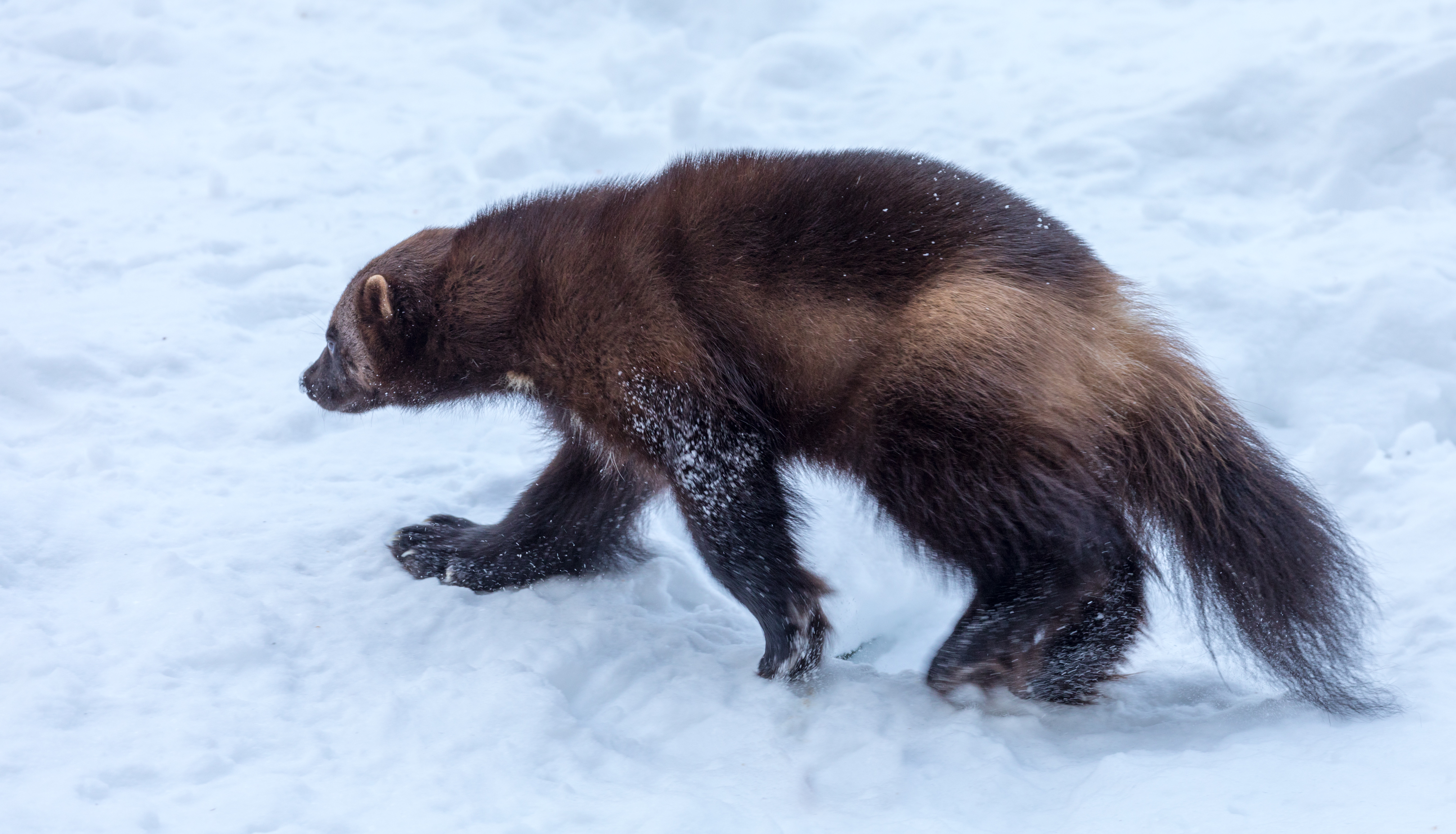
Vielfraß (Gulo gulo)
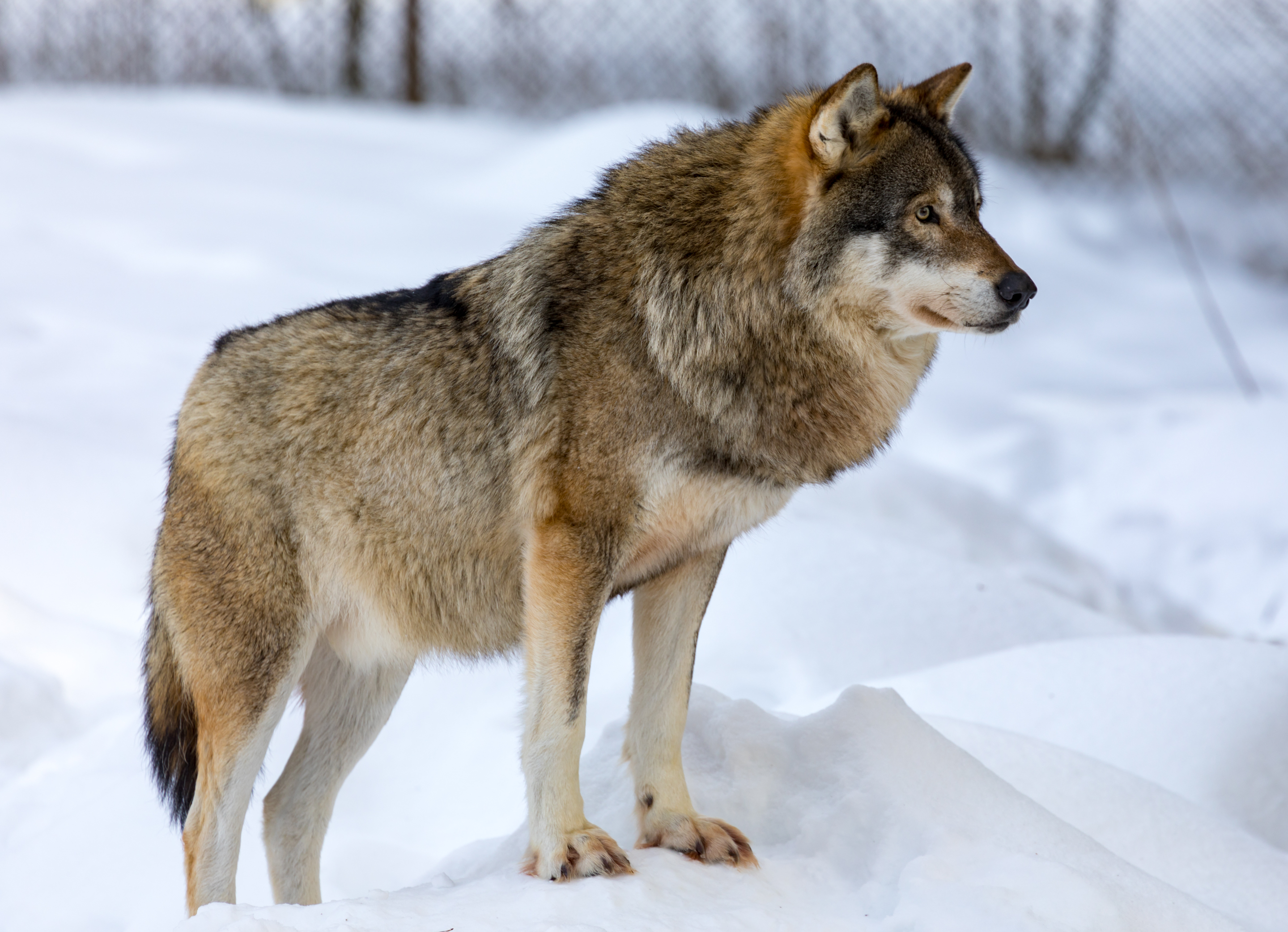
Wolf (Canis lupus)
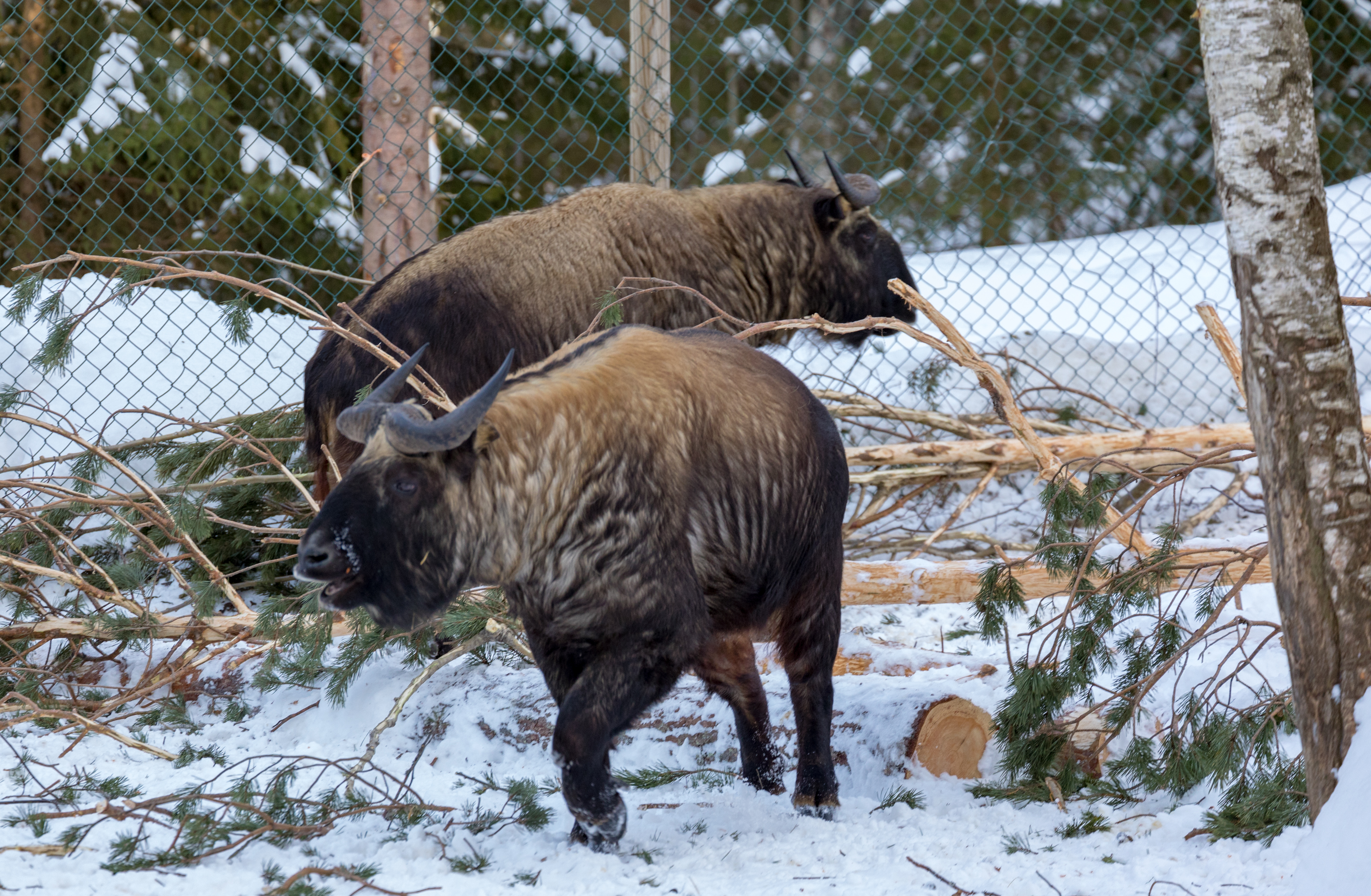
Takine (Budorcas)
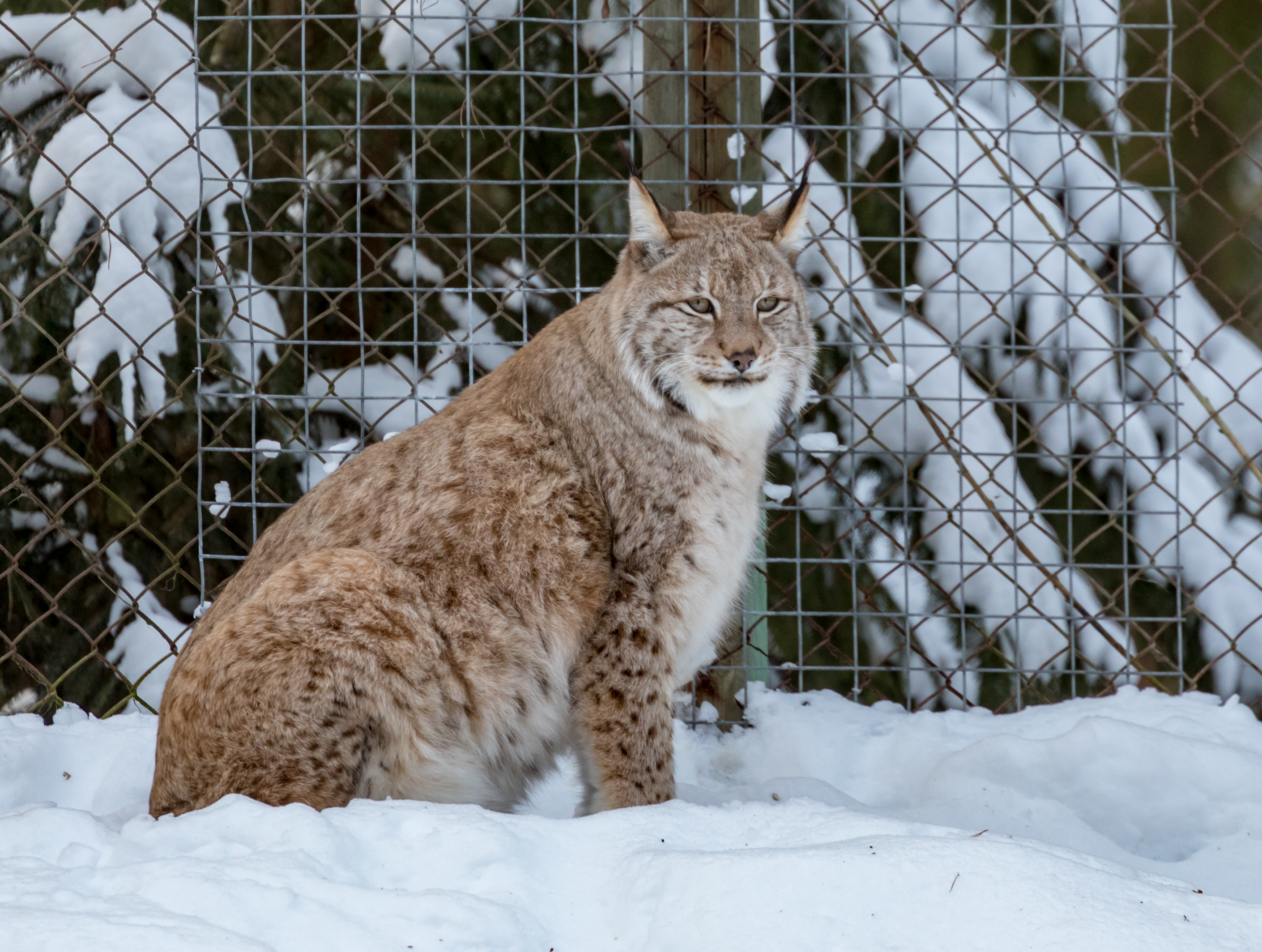
Eurasischer Luchs (Lynx lynx)
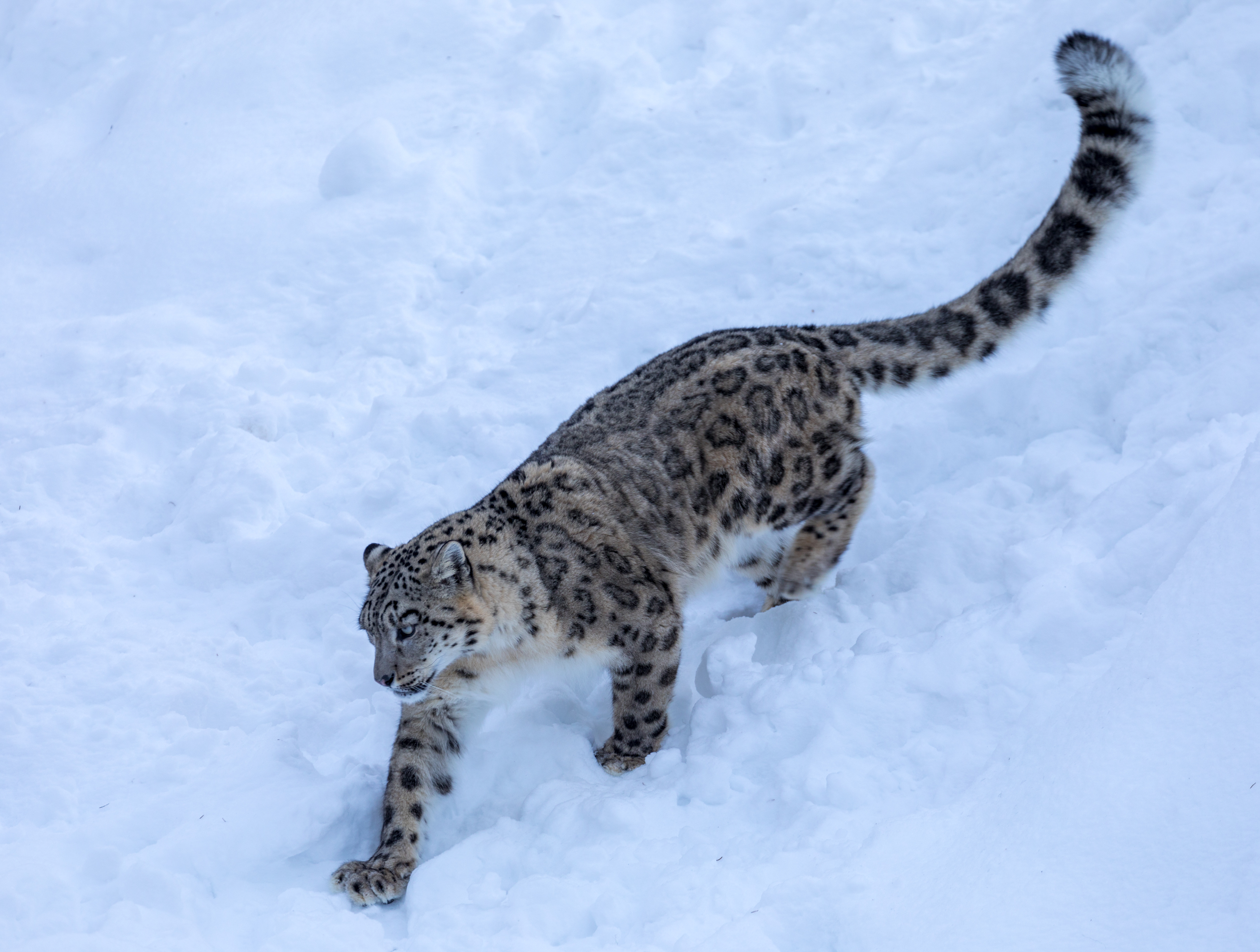
Schneeleopard (Panthera uncia)

## Anlagenkonzept
Die Anlagen für die Tiere sind derart konzipiert, dass die Arten in großzügigen Freigehegen gehalten werden, die waldähnliche Elemente sowie Wasserstellen und Rückzugsgebiete enthalten.
Im Anschluss an ein Treffen zwischen dem chinesischen Staatspräsidenten Xi Jinping und dem finnischen Präsidenten Sauli Niinistö wurde bekanntgegeben, dass der Zoo ein Pärchen des Großen Panda auf Leihbasis erhalten wird. Dabei zahlt der Zoo im Rahmen eines 15-Jahres-Vertrags eine Jahresgebühr von einer Million Dollar, also insgesamt 15 Millionen Dollar. Da ein erwachsener Panda täglich etwa 12 Kilo Bambus frisst, fallen weitere Kosten in Höhe von etwa 100.000 Euro pro Jahr an. Für die Pandas wurde extra eine Anlage, das Snow Panda House gebaut und 2018 eröffnet. Das Grundstück erstreckt sich über eine Fläche von 10.000 m², wobei die Außenanlage rund 4000 m² umfasst. Das Gelände bietet den Pandas einen Ruhebereich, einen Innen- und einen Außenbereich sowie verschiedene Klettergelegenheiten und Wasserelemente. In den Innenräumen kann das Publikum die Aktivitäten des Panda-Paares durch große Glaswände beobachten. Der Bau der Panda-Anlage erforderte eine Investition in Höhe von 8,2 Millionen Euro. Der Ähtäri Zoo erhofft sich jedoch, dass sich durch höhere Besucherzahlen die Kosten amortisieren.